# Parco nazionale Dovrefjell-Sunndalsfjella
Il parco nazionale Dovrefjell-Sunndalsfjella è un parco nazionale della Norvegia, nelle contee di Møre og Romsdal, Innlandet e Trøndelag. È stato istituito nel 2002 e occupa una superficie di 1.693 km² che include ampie aree del massiccio del Dovrefjell.

## Fauna

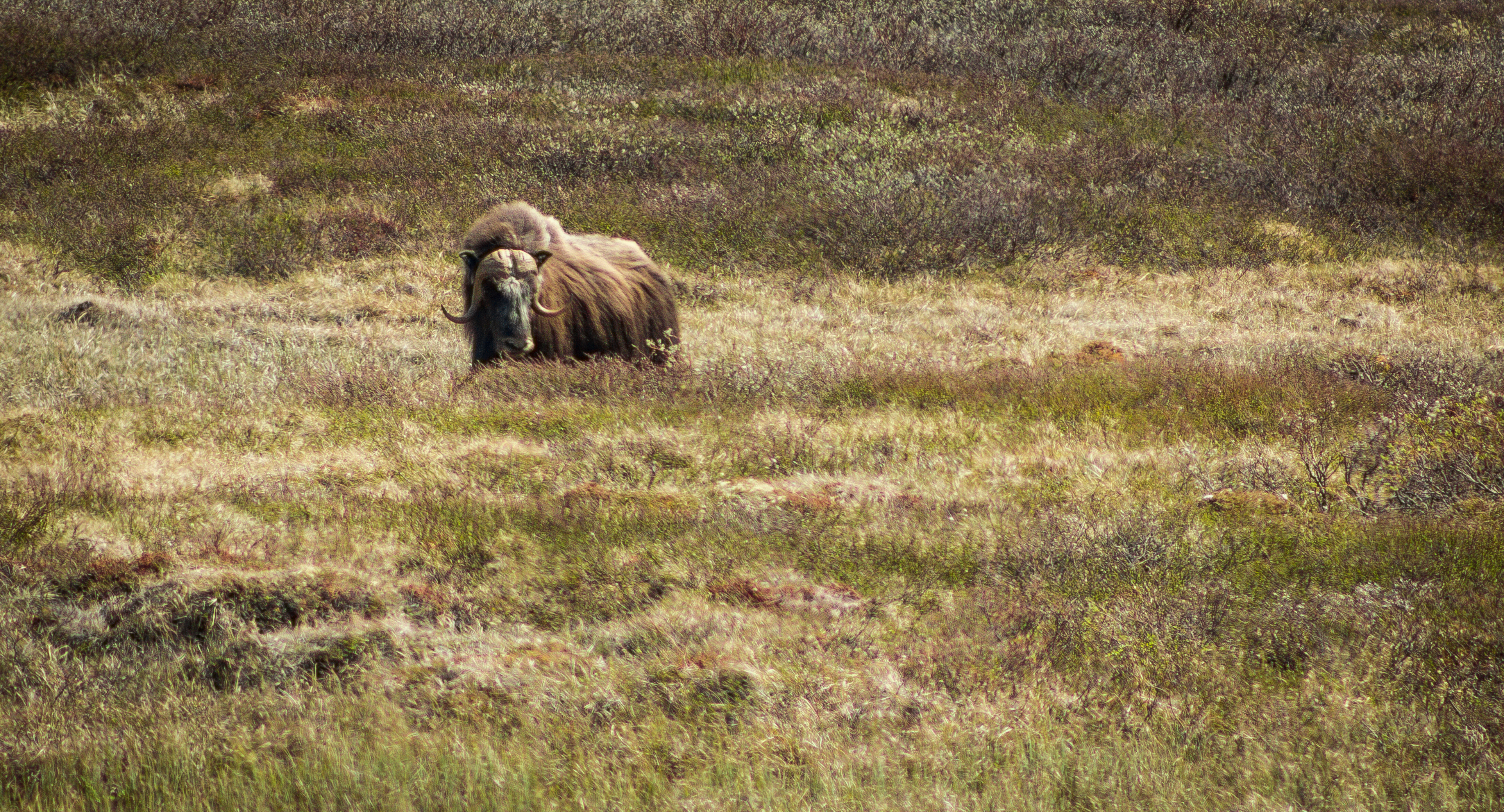
Bue muschiato

Oltre al raro bue muschiato, reintrodotto nel 1947 dalla Groenlandia, sono presenti l'alce, la renna selvatica, la volpe artica, l'ermellino e il ghiottone.
 
Il parco è una meta per il birdwatching. Le specie di uccelli censite sono almeno 120, tra cui si annovera anche il piviere tortolino, mentre nelle brughiere vivono pernici bianche nordiche, zigoli delle nevi, allodole golagialla e rapaci come la poiana calzata.

## Flora
La zona è sempre stata famosa tra i botanici per la flora montana, con più di 170 specie. Uno dei fiori più comuni è il camedrio alpino. Si contano anche varie orchidee selvatiche, come la manina rosea, l'orchidea candida e l'orchidea nana. Ampie zone di terreno sono ricoperte dal lichene delle renne, così chiamato perché questi animali lo mangiano per sopravvivere durante l'inverno.....